# Władysław Opęchowski
Władysław Opęchowski (ur. 10 marca 1911 w Warszawie, zm. 27 września 1993 w Vancouver) – polski fizyk teoretyk, działający w Kanadzie.

## Życiorys
Był synem Edwarda (inżyniera) i Wandy z Pelzów (instruktorki harcerskiej, wiceprzewodniczącej ZHP i Szarych Szeregów). Studia fizyczne odbył na Wydziale Matematyczno-Przyrodniczym Uniwersytetu Warszawskiego (1931–1935), a po ich ukończeniu przez krótki czas związany był z Instytutem Henriego Poincaré w Paryżu i przez dwa lata z Uniwersytetem Lejdejskim. W 1937 powrócił do kraju i został asystentem w Katedrze Fizyki Teoretycznej na Wydziale Matematyczno-Przyrodniczym Uniwersytetu Warszawskiego.
W 1939 wyjechał z Polski na stałe. Okres II wojny światowej i pierwsze kilka lat po wojnie – do 1948 – przepracował w Holandii, kolejno na Uniwersytecie Lejdejskim (asystent w Katedrze Fizyki) i w Laboratorium Philipsa w Eindhoven. W 1948 osiadł w Kanadzie, gdzie został profesorem fizyki teoretycznej Uniwersytetu Kolumbii Brytyjskiej w Vancouver. Wykładał również na innych uczelniach – w Montrealu (1955–1956), Lejdzie (1964–1965), Nijmegen (1968–1969). Przeszedł na emeryturę w 1976.
Jako fizyk teoretyk zajmował się głównie kwantową teorią magnetyzmu oraz zastosowaniem teorii grup w fizyce ciała stałego. Ogłosił kilka znaczących prac z zakresu teorii grup magnetycznych oraz grup krystalograficznych i metakrystalograficznych (m.in. Magnetism, 1965; Magnetic Groups, 1965; Theory of Magnetic Groups, 1969; Crystallographic and Metacrystallographic Groups, 1986). Sformułował stosowaną w badaniach przemian fazowych metodę tzw. rozwinięć wysokotemperaturowych, nazwaną jego nazwiskiem.
Był członkiem m.in. Royal Society of Canada, Canadian Association of Physics, American Physics Society, Netherland Physical Society. Utrzymywał kontakt z polską nauką, dnia 28 września 1973 otrzymał doktorat honoris causa Uniwersytetu Wrocławskiego (promotorem był profesor Jan Łopuszański), a w 1982 Polskie Towarzystwo Fizyczne przyznało mu Medal Mariana Smoluchowskiego.